# 布龍卡河
布龍卡河（烏克蘭語：Бронька），是烏克蘭西部的河流，屬於博爾扎瓦河的支流。該河流經外喀爾巴阡州的胡斯特區，河道全長19公里，流域面積96.1平方公里。